# Monika Lewczuk
Monika Lewczuk (* 10. června 1988 Lomže) je polská popová zpěvačka, držitelka titulů I. vicemiss na soutěži krásy Miss Polski 2009, I. vicemiss na Miss Globe International 2009 a Miss Supranational 2011.
V roku 2016 pod vydavatelstvím Universal Music Polska vydala své debutové studiové album s názvem #1. Na konci roku 2016 byla pozvána ke spolupráci s Álvarem Solerem, se kterým zpívala v písni Libre.

## Život
Narodila se 10. června 1988 v Lomži. Ve věku 7 let se přestěhovala se svou rodinou do Płocku, kde absolvovala základní školu č. 4, gymnázium č. 2 a střední školu Vladislava II. Jagella. Poté začala studovat administrativu na Varšavské technické univerzitě. Absolvovala také hudební školu.
Svou kariéru začala v modelingu. V roce 2009 se stala Miss Mazowsza, a ve finále Miss Polski 2009 získala titul 1. vicemiss. Ve stejném roce také získala titul 1. vicemiss na soutěži krásy Miss Globe International v Albánii. O dva roky později reprezentovala Polsko v mezinárodní soutěži krásy Miss Supranational 2011, kterou vyhrála. V roce 2013 začala pod pseudonymem Monikah publikovat své první vlastní písně na internetu. Mezitím pracovala jako modelka v Miláně.
V roce 2014 se zúčastnila programu The Voice of Poland, kde se kvalifikovala do týmu Marka Piekarczyka. Po skončení programu spolupracovala s Universal Music Polska. Ve stejném roce byla soudcem v mezinárodní soutěži krásy Miss Supranational 2014.
V červenci 2015 byl uveden její debutový singl „#Tam tam“, který zpěvačka napsala ve spolupráci se Sarsou (text) a Rafałem Malickim (hudba). Píseň se umístila na 33. místě v oficiálním žebříčku AirPlay. 1. září vydala své minialbum #Być tam. V listopadu měl premiéru druhý singl zpěvačky „Zabiorę cię stąd“, který vytvořila společně s Jacekem Szymkiewiczem (text) a Rafałem Malickim (hudba). V žebříčku AirPlay píseň obsadila 11. místo.
17. června 2016 vydala své debutové studiové album s názvem #1. Dalšími autory písní na albu byli: Rafał Malicki, Sarsa, Jacek Szymkiewicz, Jakub Birecki a Dominika Barabas. V souvislosti s vydáním alba se uskutečnila premiéra třetího singlu „Ty i ja“. Píseň se umístila na 3. místě v žebříčku AirPlay. V létě Monika Lewczuk byla nominována na cenu Eska Music Awards 2016 v kategorii Nejlepší rozhlasový debut.

## Diskografie

### Studiová alba
| Rok  | Album                                                                                           |
| ---- | ----------------------------------------------------------------------------------------------- |
| 2016 | #1 - Vydáno: 17. června 2016 - Vydavatel: Universal Music Polska - Formát: CD, digital download |

### EP
| Rok  | Album                                                                                           |
| ---- | ----------------------------------------------------------------------------------------------- |
| 2015 | #Być tam - Vydáno: 11. září 2015 - Vydavatel: Universal Music Polska - Formát: digital download |

### Single
| Rok                                 | Singly                               | Nejvyšší pozice v žebříčku | Nejvyšší pozice v žebříčku | Nejvyšší pozice v žebříčku | Album |
| Rok                                 | Singly                               | POL(airplay)               | POL(airplaynowości)        | POL(airplayTV)             | Album |
| ----------------------------------- | ------------------------------------ | -------------------------- | -------------------------- | -------------------------- | ----- |
| 2015                                | #Tam tam                             | 33                         | 3                          | –                          | #1    |
| 2015                                | Zabiorę cię stąd                     | 11                         | 3                          | –                          | #1    |
| 2016                                | Ty i Ja                              | 3                          | 1                          | 2                          | #1    |
| 2017                                | Biegnę (gościnnie: Antek Smykiewicz) | 24                         | 2                          | –                          | #1    |
| 2017                                | Namieszałeś                          | –                          | –                          | –                          | –     |
| 2018                                | Brak tchu                            | –                          | –                          | –                          | –     |
| 2019                                | Z tobą lub bez ciebie                | –                          | –                          | –                          | –     |
| „–” znamená, že singl nebyl uveden. |                                      |                            |                            |                            |       |

### Jako host
| Rok                                 | Tytuł                                                             | Nejvyšší pozice v žebříčku | Nejvyšší pozice v žebříčku | Album     |
| Rok                                 | Tytuł                                                             | POL(airplay)               | POL(airplaynowości)        | Album     |
| ----------------------------------- | ----------------------------------------------------------------- | -------------------------- | -------------------------- | --------- |
| 2014                                | Spokój (2sty, hostující: Monika Lewczuk)                          | –                          | –                          | Stej Flaj |
| 2015                                | Wild (FIVER, hostující: Monika Lewczuk)                           | –                          | –                          | –         |
| 2016                                | LibreOcenění a nominace (Álvaro Soler, hostující: Monika Lewczuk) | 1                          | 1                          | #1        |
| „–” znamená, že singl nebyl uveden. |                                                                   |                            |                            |           |

### Videoklip
| Rok                  | Název                 | Režisér            |
| -------------------- | --------------------- | ------------------ |
| 2015                 | #Tam tam              | Piotr Smoleński    |
| 2015                 | Zabiorę cię stąd      | Alan Kępski        |
| 2016                 | Ty i Ja               | Anna Powierża      |
| 2017                 | Biegnę                | Anna Powierża      |
| 2017                 | Namieszałeś           | Anna Powierża      |
| 2018                 | Brak tchu             | Piotr Smoleński    |
| 2019                 | Z tobą lub bez ciebie | Krzysztof Kujawski |
| S hostujícím podílem |                       |                    |
| 2015                 | Wild                  | Anna Powierża      |
| 2016                 | Libre                 | Anna Powierża      |

## Ocenění a nominace
| Rok  | Soutěž                       | Kategorie                 | Výsledek |
| ---- | ---------------------------- | ------------------------- | -------- |
| 2016 | Eska Music Awards 2016       | Nejlepší rozhlasový debut | nominace |
| 2017 | Eska Music Awards 2017       | Nejlepší umělec           | nominace |
| 2017 | Eska Music Awards 2017       | Nejlepší hit (Ty i Ja)    | nominace |
| 2017 | MTV Europe Music Awards 2017 | Nejlepší polský umělec    | nominace |